# Hercostomus setosus
Hercostomus setosus är en tvåvingeart som först beskrevs av Van Duzee 1913.  Hercostomus setosus ingår i släktet Hercostomus och familjen styltflugor. Inga underarter finns listade i Catalogue of Life.